# Warren Schutte
Warren Schutte (Durban, 21 september 1971) is een Zuid-Afrikaanse golfprofessional die actief was op de Southern Africa Tour en de Nationwide Tour.

## Loopbaan
In 1993 werd Schutte een golfprofessional. In zijn eerste golfjaar als prof, maakte hij zijn debuut op de Nationwide Tour. In de eerste jaren werd hij alleen uitgenodigd voor enkele toernooien. In 2000 en 2004 speelde hij een volledige seizoen en behaalde op het einde van het seizoen geen speelkaart voor de PGA Tour. Zijn laatste golftoernooi op de Nationwide Tour was in 2008. Van 1994 tot 2010 werd hij af en toe uitgenodigd voor enkele kleine golftoernooien op de PGA Tour, maar hij behaalde daar geen successen.
Schutte speelde van 1996 tot 1998 op de Southern Africa Tour (nu gekend als de Sunshine Tour). In februari 1997 behaalde hij zijn eerste profzege door het FNB Players Championship te winnen.

## Prestaties

### Professional
Southern Africa Tour
| Nr. | Datum           | Toernooi                 | Score           | Score | Info  |
| --- | --------------- | ------------------------ | --------------- | ----- | ----- |
| 1   | 2 februari 1997 | FNB Players Championship | 69+71+69+65=274 | –14   | [ 3 ] |